# Донецька народна республіка
«Доне́цька наро́дна респу́бліка» (абрв. «ДНР», рос. «Донецкая народная республика») —колабораційне квазідержавне утворення на території Донецької області України. Проголошене в 2014 році воєнізованими угрупованнями під контролем та за підтримки Росії. Після російської анексії 2022 року — республіка в складі РФ. Всі держави-члени ООН, за виключенням РФ, КНДР та Сирії, розглядають територію, на яку претендує «ДНР», як суверенну частину України.
Україна розглядає «ДНР» як терористичне угруповання, маріонеткову державу, організовану та озброєну РФ, яка за підтримки російських військ незаконно захопила та утримує українську територію. Території, контрольовані «ДНР», відповідно, вважаються тимчасово окупованими Росією, замість неправомірної назви «ДНР» вживається термін «окупаційна адміністрація РФ в окупованій Донецькій області». Хоча до 2022 року РФ офіційно не визнавала суверенітету «ДНР», на неофіційному рівні вона надавала їй військову, економічну, політичну й дипломатичну підтримку.
«ДНР» було проголошено в Донецьку 7 квітня 2014 року. 13 квітня виконувач обов'язків президента України Олександр Турчинов оголосив про рішення розпочати широкомасштабну антитерористичну операцію із залученням Збройних Сил України. Операція тривала з 13 квітня 2014 до 30 квітня 2018, після АТО на сході України була введена в дію Операція об'єднаних сил (ООС).
21 лютого 2022 року Росія визнала «ДНР» і «ЛНР» суверенними державами. Через три дні, частково під приводом захисту республік, РФ розпочала повномасштабне вторгнення в Україну. Російські війська захопили більшу частину Донецької області. У вересні 2022 року РФ оголосила про анексію окупованих територій. Генеральна Асамблея ООН абсолютною більшістю голосів ухвалила резолюцію, що засуджує псевдореферендуми на окупованих територіях України, закликає держави не визнавати будь-які зміни статусу областей України та вимагає від РФ негайного виведення всіх своїх військ з території України.
Головою «Донецької народної республіки» є Денис Пушилін, парламентом — Народна рада. Основа ідеології «ДНР» сформована правим російським націоналізмом, російським імперіалізмом і православним фундаменталізмом. Російські ультраправі групи відігравали важливу роль серед сепаратистів, особливо на початку конфлікту. Управління ООН з прав людини та Human Rights Watch повідомляли про порушення прав людини в «ДНР», а також політичні та медійні репресії. «ДНР» також несе відповідальність за військові злочини, серед яких збиття рейсу МН17 Malaysia Airlines.

## Історія

Територія Донецької області України (виділена червоним кольором), яку контролювала з 2014 року та до початку повномасштабного вторгнення окупаційна адміністрація Російської Федерації під назвою «ДНР»

### Передісторія, 2005—2007
6 грудня 2005 року в Донецьку створили міську організацію «Донецька Республіка». Засновниками стали Олександр Цуркан, який працював під час президентських виборів 2004 року в структурі штабу Віктора Януковича в Донецькій області, Олег Фролов та Андрій Пургін. 9 грудня 2005 року створено Донецьку обласну організацію «Донецька Республіка», де засновниками стали Олександр Цуркан, Андрій Пургін і Притков Геннадій Семенович.
15 листопада 2006 року Донецька громадська організація «Донецька республіка» отримала дозвіл у мерії Донецька, де з 2002 року головував Олександр Лук'янченко, на збір підписів про проведення референдуму щодо «незалежності Донбасу … як це зробило Придністров'я» й створення «Донецької федеративної республіки», після чого почала відкритий збір підписів за вихід зі складу України та об'єднання в одне державне утворення на базі Донецької, Дніпропетровської, Луганської, Херсонської й Запорізької «республік».
12 квітня 2007 року Президент України Віктор Ющенко на пресконференції в ефірі телеканалу «1+1» дав вказівку СБУ й прокуратурі «розібратися» із сепаратистами, довести справу до логічного кінця й «поставити крапку». Кримінальну справу № 1292 було порушено 17 травня 2007 року за ч.3 ст.109 (Дії, спрямовані на насильницьку зміну чи повалення конституційного ладу або на захоплення державної влади), ч. 2 ст. 110 (Посягання на територіальну цілісність і недоторканність України), ч.1 ст.161 (Порушення рівноправності громадян залежно від їх расової, національної належності або релігійних переконань — розпалювання ворожнечі) Кримінального кодексу України.
6 листопада 2007 року Донецький окружний адміністративний суд за позовом Головного управління юстиції Донецької області на підставі матеріалів СБУ заборонив діяльність ГО «Донецька республіка», проте сепаратисти до 2013 року судилися в апеляційній та касаційній інстанціях і не припиняли незаконну діяльність, проводячи сумісно з КПУ та іншими проросійськими рухами сепаратистські акції за матеріально-технічної допомоги Комуністичної партії України (намети для акцій, друк і розповсюдження листівок тощо).
Перші публічні знімки з прапором ДНР зробили під час форуму Селігер-2013, і після закінчення форуму з'явилися в інтернеті.

### Втручання Росії, 2008 та 2014
У 2008 році Володимир Путін зробив заяву, що у випадку реалізації проголошеного (після нападу Росії на Грузію) президентом Ющенком й урядом України прозахідного курсу, Росія не залишиться безстороннім спостерігачем, а підтримає в Україні всі проросійські сили. У перекладі з дипломатичної мови це означало, що Росія погрожує озброїти диверсантів, та організувати в проросійськи налаштованих місцевостях України збройні сепаратистські повстання[джерело?]. Ця заява спричинила дипломатичний демарш України. Оскільки загроза була реальною, шлях України до європейських цінностей було надовго заблоковано.
Цю погрозу реалізували після перемоги Євромайдану, коли керовані чи призначені Кремлем очільники окупаційної влади (2010—2014) та сам президент Янукович, всупереч домовленостям, втекли до Росії, штучно створивши в Україні вакуум влади. Нову владу російські державні діячі, блогери та ЗМІ називали військовою хунтою. Для України росіяни та їхні посіпаки створювали імідж країни, у якій відбувся військовий переворот. Президент Путін отримав від Думи Росії повноваження на введення в Україну збройних сил Росії.
Почалася реалізація нової фази плану дестабілізації України. На схід України було заслано російських політтехнологів та диверсантів. Під наглядом російських військових інструкторів провадилося озброєння місцевих колаборантів. У квітні 2014 для розпалювання пристрастей прибічники війни скоїли кілька терористичних актів, серед них звірячі катування та убивство Володимира Рибака і Юрія Поправки та ін.
За дослідженнями КМІС, навіть у травні 2014 року лише 30 % населення в Луганській та Донецькій областях бажало приєднання до Росії. Але, як нагадує Володимир Паніотто, «цим 30 % дали лідерів та зброю, а російські політтехнологи й диверсанти все організували». На хвилі антиукраїнської пропаганди, за заздалегідь розробленим російськими фахівцями планом штучно створили квазідержавне утворення ДНР, у якому невдовзі ключові посади зайняли громадяни Росії, а місцевих, більш поміркованих лідерів т. зв. «російської весни», силоміць усунули від влади.

### Проголошення
Активна фаза створення терористичної «Донецької республіки» починається після усунення Януковича від влади наприкінці лютого 2014. Починаючи з 1 березня 2014 в Донецьку проходять мітинги проросійських сил, що супроводжуються захопленнями адміністративних приміщень і нападами на прихильників єдності України.
Проросійські сили в Донецьку намагались втілити референдум все як за кримським сценарієм. 7 квітня 2014 року в сесійній залі будівлі Донецької ОДА сепаратисти проголосили «Декларацію про суверенітет Донецької народної республіки». Законно обрані депутати Донецької обласної ради на засідання не з'явилися. Після проголошення суверенітету, представники «Республіканської народної ради» звернулися до керівництва Російської Федерації з проханням про введення на територію регіону миротворчого контингенту Збройних сил РФ.

### Референдум
10 квітня прихильники Донецької народної республіки оголосили про проведення референдуму й розпочали формування «виборчої комісії». Організатори агітували місцевих мешканців прийти на референдум, обіцяючи, що, мовляв, після нього до Донецька будуть уведені російські миротворчі війська з метою стабілізації ситуації в регіоні.
До організації референдуму були причетна низка осіб, яка пов'язана з мером Донецька Олександр Лук'янченко, який також сприяв його проведенню.
Сам референдум проводився 11 травня, хоча на 2-х округах у Маріуполі голосування на «референдумі» почалося ще 9 травня через «загострення політичної ситуації в регіоні» За даними ініціаторів референдуму, явка виборців у Донецькій області склала 74,87 %. «За» проголосували 89,07 відсотків, «проти» — 10,19 відсотка, а 0,74 відсотка бюлетенів зіпсовані.

### Військові дії
Після оголошення результатів «референдуму» вже наступного дня, 12 травня, була оголошена заява про звернення Донецької народної республіки щодо розгляду питання про входження ДНР до складу Російської Федерації, а також оголошено про перспективи об'єднання з Луганською народною республікою у «державу» «Новоросія». 18 травня 2014 року Денис Пушилін закликав чоловіків в «озброєнні війська», аби звільнити території республіки. 24 травня ДНР висунула територіальні претензії до України на інші південні та східні області — Одеську, Миколаївську, Херсонську, Запорізьку, Дніпропетровську та Харківську.
Починаючи з кінця травня терористи практикують обстріли житлових кварталів, намагаючись перекласти провину на українських військових, зокрема 30 травня була обстріляна лікарня в Слов'янську, а з 17 червня обстріли почали практикувати в Краматорську

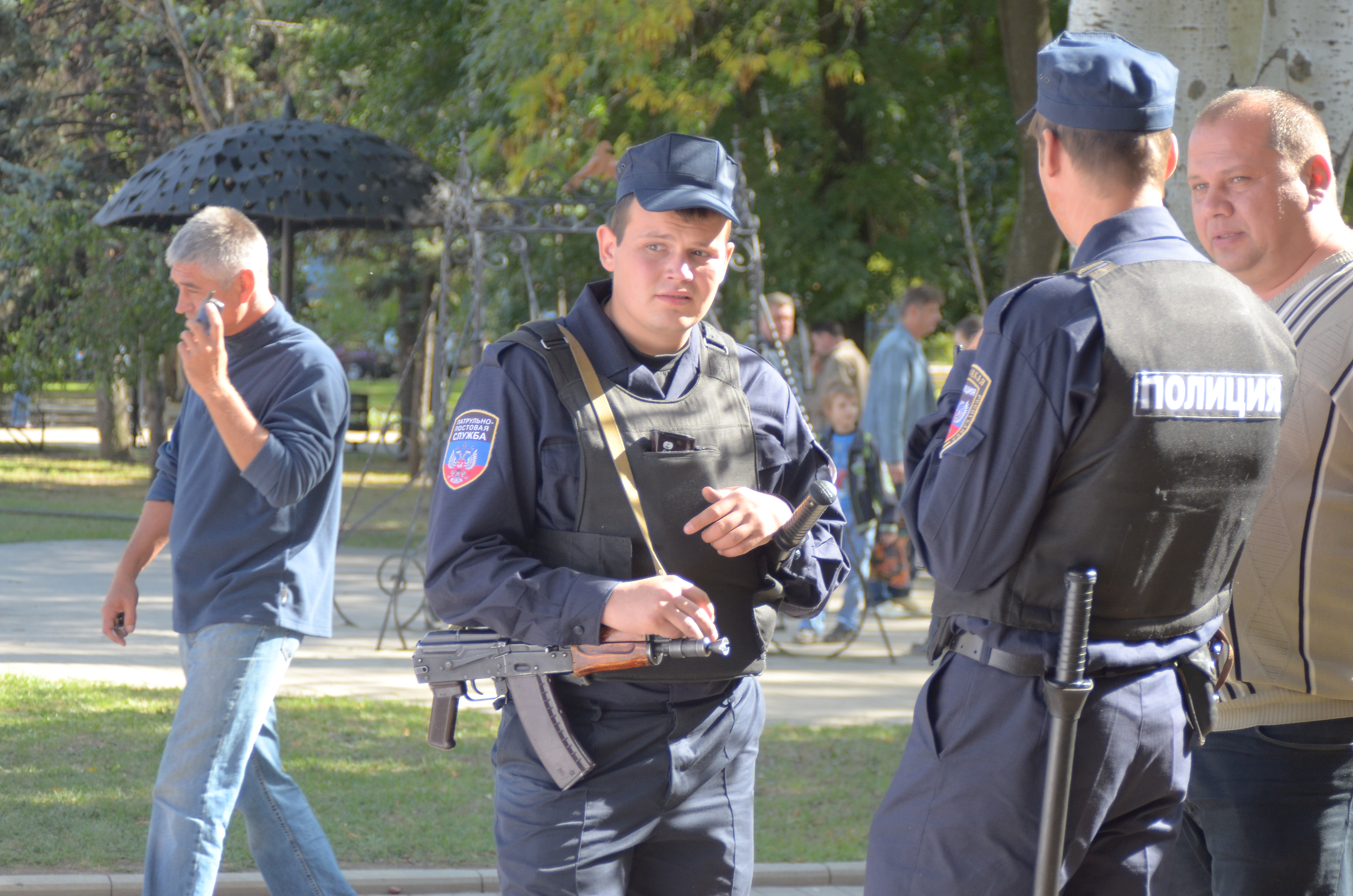
Поліція в Донецьку носить відзнаки, пов'язані з Донецькою Народною Республікою, 20 вересня 2014 р.

Попри впевненість Петра Порошенка в можливості швидко владнати конфлікт на Сході, запеклі бої тривали до 2015 року й призвели до загибелі порядку 8 тисяч осіб.

### Мінські домовленості
Поразка українських військ під Іловайськом і значні втрати з обох боків, спонукала українське керівництво до укладення Мінського перемир'я в рамках контактної групи Україна—Росія—ОБСЄ із залученням представників російських бойовиків. Мінський протокол передбачав фіксацію поточної лінії зіткнення й встановлення 30-кілометрової зони безпеки. Попри невиконання режиму тиші бойовиками ДНР, українська сторона припинила військові дії проти бойовиків ДНР, а 16 вересня 2014 року прийняла Закон України «Про особливий порядок місцевого самоврядування в окремих районах Донецької та Луганської областей», який надає особливий статус терміном на 3 роки територіям, що залишились непідконтрольними Україні.
В умовах перемир'я на територіях, підконтрольних бойовикам, було проведено вибори, на яких було обрано очільників цих квазідержавних утворень — Олександра Захарченка та Ігоря Плотницького. 4 лютого 2015 р. депутати самопроголошеної Донецької Народної Республіки проголосили ДНР державою-наступником Донецько-Криворізької Республіки.

## Внутрішній устрій

### Керівництво

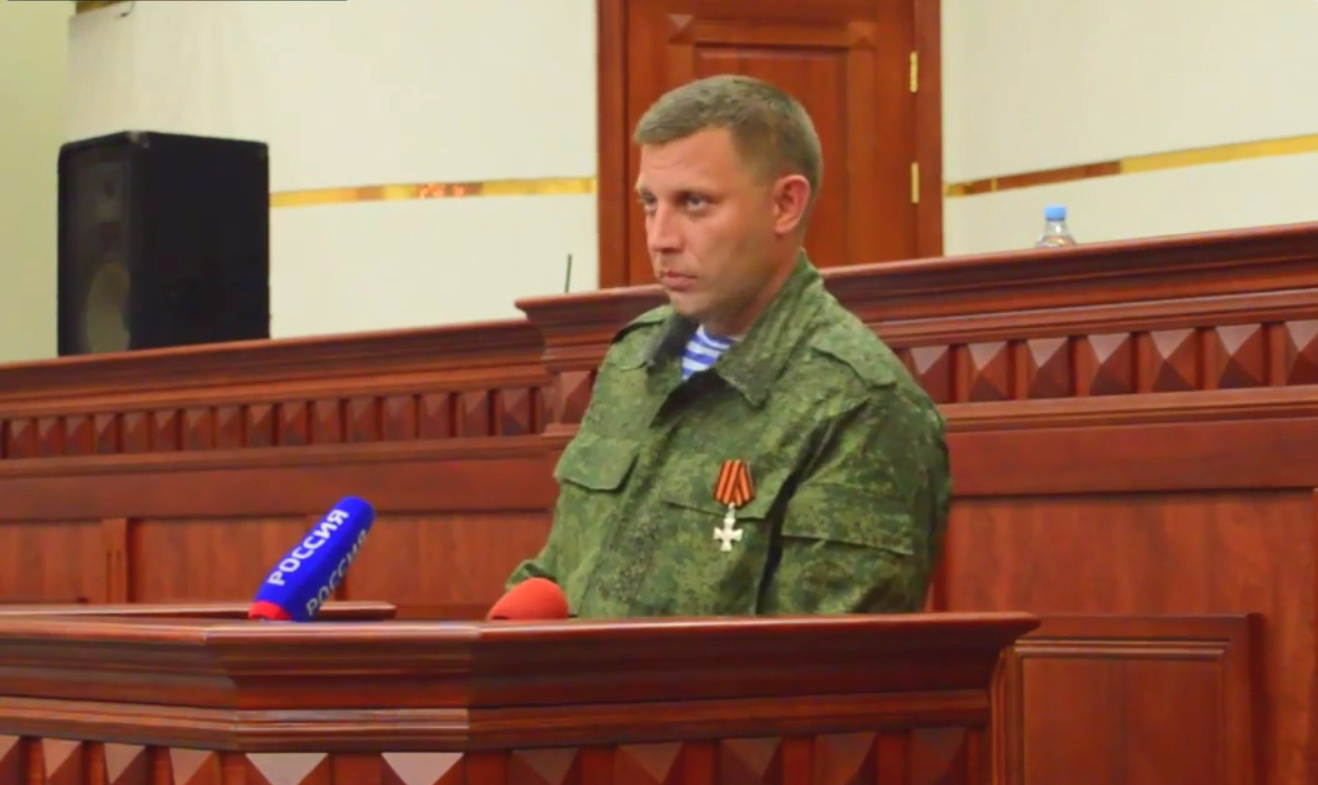
Олександр Захарченко приймає присягу як «Прем'єр-міністр» ДНР. 8 серпня 2014 р.

Найвищою за ієрархією особою в ДНР вважається голова Донецької народної республіки. З 2014 до 2018 цю посаду обіймав Олександр Захарченко, а після його ліквідації, з 11 листопада 2018 року головою ДНР є Денис Пушилін. Голова ДНР одночасно є головою уряду ДНР.
Законодавча гілка влади в ДНР представлена так званою Народною радою ДНР. Цей орган з 14 листопада 2014 по 4 вересня 2015, очолював Андрій Пургін, у 2015—2018 — Денис Пушилін, а з 19 листопада 2018 — Володимир Бідьовка.

### Політичні партії

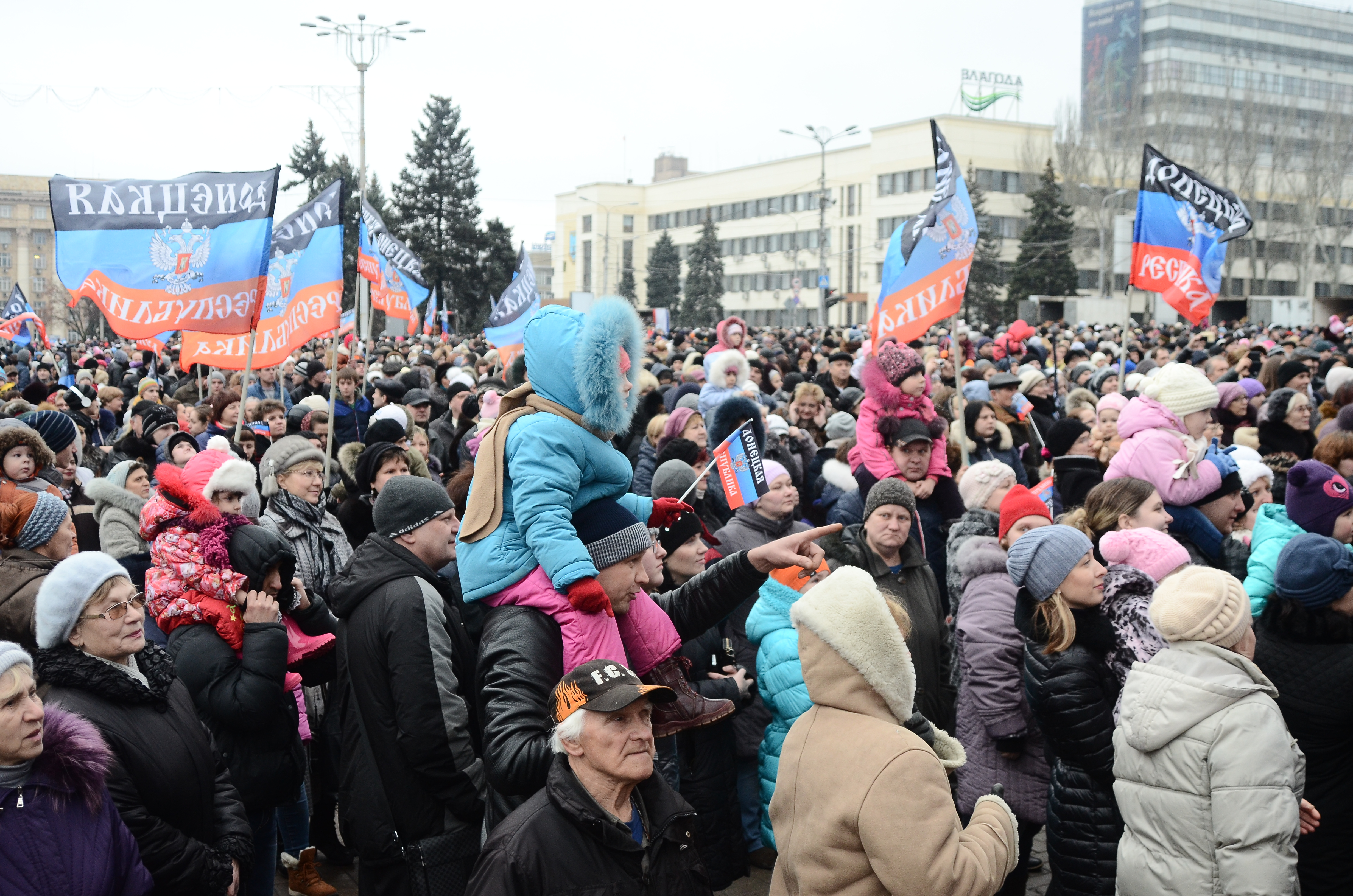
Політична акція в ДНР, 20 грудня 2014 р.

Політичними партіями, що діють в ДНР, є: Донецька республіка, Комуністична партія Донецької Народної Республіки, «Вільний Донбас» і Партія «Новоросія». Донецька республіка й комуністи схвалили кандидатуру Олександра Захарченко на час прем'єрства 2014 р.

### Вибори
На міжнародно невизнаних виборах 2 листопада 2014 обрано голову ДНР і «парламент». Комуністам було заборонено брати участь у виборах самостійно, тому що вони «зробили дуже багато помилок» у своїх поданих документах. Донецька республіка отримала більшість місць у Народній Раді — 68,53 % голосів і 68 місць; «Вільний Донбас», у тому числі кандидати від партії «Новоросія», 31,65 % голосів і 32 місця.

### Керівники на місцевому рівні
- Горлівка: колишній «народний мер» Валерій Сапунов. Під час одного із зібрань виникла бійка через владу[58]. У вересні 2015 року, як повідомив Дмитро Тимчук, усі керівні пости в Горлівці зайняли громадяни Росії.[59][60]
- Макіївка: Наприкінці травня мер міста Олександр Мальцев подав у відставку[61][62].

### Економіка та фінанси
Серед основних внутрішніх джерел фінансування Донецької народної республіки називають платний проїзд через блок-пости прихильників республіки, експропріація майна, зокрема автомобілів, викрадення людей та вимагання викупу за них, а також проведення приватизації приватних об'єктів на користь республіки. Близько 20 тисяч пенсіонерів мають проблеми з отриманням пенсій.
12 травня 2014 року голова Верховної ради ДНР Денис Пушилін заявив про очікування, що український олігарх Рінат Ахметов платитиме податки до «республіканського» бюджету. 16 травня була опублікована офіційна заява компанії «СКМ», в якій йшлося, що вона діє в рамках українського законодавства, і не збирається платити податки до бюджету ДНР.
Після проголошення Донецької народної республіки на підприємствах області почали з'являтися представники республіки задля подальшої націоналізації. Так, подібні випадки відбувались на низці підприємств у Костянтинівці, де бойовики серед інших намагались націоналізувати підприємство «Спецтехскло А», яке для отримання грошей вони хотіли розпродати.
Наприкінці листопада 2014 року очільники самопроголошеної республіки заявили про створення Пенсійного фонду «Донецької Народної Республіки», перші відкриті відділення «Пошти Донбасу», через які будуть початі соціальні виплати; роботу з розвитку банківської мережі, а також плани щодо створення Фонду соціального страхування з тимчасової втрати працездатності, Фонду соціального страхування від нещасних випадків на виробництві та Центру зайнятості.
Керівництво «ДНР» відмовилоись платити заробітні плати та соціальні відшкодування вчителям професійно-технічних училищ до того часу, поки не буде наповнений «бюджет республіки». При цьому бойовики заявляли, що частину заробітної плати вони будуть платити продовольчими товари першої необхідності. Пізніше бойовики пообіцяли почати виплату пенсії в «Донецькій народній республіці» з 1 грудня 2014 року, розмір яких для пенсіонерів за віком та інвалідів 1-ї та 2-ї груп становитиме 1 тис. грн, а для 3-ї групи — 900 грн.

### Культура
У Донецьку продовжують діяти культурно-мистецькі заклади. Деякі з них, як, наприклад, Донецька консерваторія, були офіційно евакуйовані, проте значна частина їх працівників продовжила роботу в Донецьку вже під опікою «міністерства культури ДНР». Це відбивається у відповідному документі, що був оформлений терористами як «Постанова ради міністрів ДНР від 12.03.2015 „Про передачу вищих навчальних закладів культури і мистецтв I—IV рівня акредитації й Донецької спеціалізованої музичної школи інтернату для обдарованих дітей до сфери управління Міністерства культури Донецької народної республіки“»
Інші, такі як оперний та музично-драматичний театри, а також донецький цирк — не були евакуйовані та цілком продовжують роботу вже за підтримки окупаційної влади. Окуповані міста Донбасу відвідували російські артисти Анна Нетребко, Йосип Кобзон, Іван Охлобистін, Михайло Порєченков, Наталія Варлей та інші.
ДНР має власний телеканал — ДНР ТВ. [Архівовано 17 грудня 2015 у Wayback Machine.], транслює російські телеканали й протидіє трансляції українських телеканалів, які, на їх думку, «дискредитують» терористичні організації.

### Символіка

Прапор «ДНР» з 2018 року

«ДНР» має власні прапор, герб і гімн. Прапор і герб були затверджені 21 червня 2014 року.
З 27 лютого 2018 року було змінено прапор «ДНР» — ним став прямокутний стяг з пропорціями 3:2, розділений на три рівновеликі горизонтальні смуги: верхня — чорного кольору, середня — синього і нижня — червоного.

## Населення
На непідконтрольних Україні територіях ОРДО до війни мешкало 2,43 млн осіб, або 55,8 % населення Донецької області. Найбільшими містами були Донецьк (949,8 тис.), Макіївка (351,8 тис.), Горлівка (254,4 тис.), Єнакієве (81,1 тис.).
Території, контрольовані терористами, характеризуються підвищеною часткою в населенні росіян. За даними перепису 2001 року їх національний склад був наступним:
|          | під контролем ДНР | під контролем України | Донецька область |
| -------- | ----------------- | --------------------- | ---------------- |
| українці | 51,1 %            | 65,3 %                | 56,9 %           |
| росіяни  | 44,1 %            | 29,6 %                | 38,2 %           |
| греки    | 1,0 %             | 2,3 %                 | 1,6 %            |
| білоруси | 1,1 %             | 0,7 %                 | 0,9 %            |
| татари   | 0,6 %             | 0,1 %                 | 0,4 %            |

Унаслідок бойових дій та руйнування економіки чисельність населення території скоротилося більш ніж на чверть.
Верхньою оцінкою реальної кількості українського населення на окупованих територіях Донбасу можна вважати 3 млн 737 тисяч, а нижньою 2 млн 668 тисяч.
У дослідженні «Окупований Донбас: економіка, демографія, групи впливу. Стратегії для України», проведеному спільно Центром вивчення Росії та окупованих територій і виданням «Ділова столиця», верхньою оцінкою реальної кількості українського населення на окупованих територіях Донецької та Луганської областей на кінець жовтня 2017 можна вважати 3 млн 737 тисяч, а нижньою 2 млн 668 тисяч, тобто 3 млн 203 тис., або округлену цифру — 3 млн 200 тис. чоловік. У той час як на 1 січня 2014 року територіях Донбасу, нині окупованих, проживало 3 млн 894 тисяч осіб.
За попередніми даними «управління статистики ДНР» за січень-березень 2015 року на території, контрольованій сепаратистами, було зафіксовано 2038 народжень (проти 5401 за аналогічний період 2014 року) та 6938 смертей (10207 за 2014). Природне скорочення становило 4900 осіб проти 4806 осіб за січень-березень 2014 року.

## Порушення прав людини

### Діяльність каральних органів
За повідомленням контррозвідки Служби безпеки України, на території Донбасу діють так звані «розстрільні групи НКВС ДНР», які під гаслом «очищення суспільства» вбивали місцевих активістів, проукраїнських підприємців, людей без постійного місця проживання, безробітних та інвалідів. Одну з таких груп, що діяла в Дружківці, ліквідували українські спецслужби у вересні 2014 року.

### Терор проти мирного населення
17 травня з автомобіля обстріляли зупинку громадського транспорту, у результаті чого постраждали жінка та дитина, які були госпіталізовані до лікарні.
5 червня 2014 року керівництво ДНР завадило вивезти з Луганська до Одеси потягом «Укрзалізниці» понад 500 дітей-сиріт, завадивши спеціальному поїзду дістатися до Луганська. Пізніше залізничникам все ж вдалось вивезти з Луганська близько 500 дітей-сиріт.

### Тортури
Згідно з даними Міжнародної правозахисної організації «Human Rights Watch» (HRW) затримані проросійськими сепаратистами цивільні особи піддавались катуванню та принизливому поводженню. За результатами розслідування, у тому числі опитування затриманих осіб, проросійські сепаратисти на Донбасі затримують цивільних осіб, піддають їх тортурам і принизливому людську гідність поводженню, а також залучають до примусової праці. Директор HRW з Європи й Центральної Азії, Г'ю Вільямсон заявив про те, що ці злочини мають систематичний характер і життю кожної людини, затриманої проросійськими ополченцями загрожує серйозна небезпека.
Про застосування тортур свідчили й журналісти, які були затримані бойовиками ДНР і самі піддавались тортурам або були свідками тортур.
Найбільш резонансними повідомлення про тортури були свідчення про організоване застосування тортур у підвалі Слов'янського СБУ: за словами постраждалих, окремих полонених примушували мити машини зі слідами крові, кишок і мозку. Серед замучених подібними тортурами — український політик і депутат місцевої ради Рибак Володимир Іванович і студент КПІ.
7 жовтня 2014 у місті Зугрес біля міського Палацу Культури до стовпа було прив'язано полоненого 53-річного українця Ігоря Кожому, над яким кілька годин знущалися місцеві сепаратисти, цей випадок знайшов відображення у фільмі Донбас.

### ЛГБТ-спільнота
8 червня 2014 року бойовики з ДНР напали на гей-клуб у Донецьку, поранивши кілька осіб. 20 терористів у клубі викрали коштовності, стріляли, кількох відвідувачів було поранено. У липні 2015 спікер «міністерства інформації» ДНР заявив, що в Донецьку немає геїв, бо «вони всі поїхали до Києва».

### Політичні переслідування
18 квітня в Слов'янську з ініціативи самопроголошеного мера В'ячеслава Пономарьова було заборонено діяльність політичних партій ВО «Батьківщина», УДАР і ВО «Свобода». 19 травня керівництво ДНР пообіцяло заборонити на своїй території діяльність усіх українських політичних партій, зокрема ВО «Батьківщина», УДАР, ВО «Свобода» та Партію регіонів; заборона не торкалася лише Комуністичної партії України.
17 травня прем'єр-міністр ДНР Олександр Бородай заявив про можливу націоналізацію майна деяких олігархів, котрі «займатимуть неправильну політичну позицію». 20 травня після заяви Ріната Ахметова, у якій він закликав мешканців Донецької області вийти на попереджувальний страйк проти Донецької народної республіки, голова президії Верховної ради ДНР Денис Пушилін повідомив про початок націоналізації в регіоні.
5 червня стало відомо про зникнення українського активіста в Торезі, викладача філософії одного з харківських вишів, Олега Глазюка, який зазнавав переслідування під час президентства Віктора Януковича.

### Етнічні переслідування
18 квітня самопроголошений мер міста Слов'янськ В'ячеслав Пономарьов закликав городян повідомляти «народній дружині» про всіх підозрілих осіб у місті, «особливо тих, хто розмовляє українською мовою». УПЦ КП також повідомляла про погрози від сепаратистів священнослужителям та вірянам.
15 квітня в Донецьку поширювалися листівки антисемітського характеру за підписом «народного губернатора» Дениса Пушиліна, в яких містилася вимога про обов'язкову платну реєстрацію «осіб єврейської національності» та погрозами їх депортації в разі ухиляння від вимог сепаратистів.
У ніч з 18 на 19 квітня в Слов'янську сепаратисти здійснили погроми та грабунок місцевих циган. «Народний мер» В'ячеслав Пономарьов, заперечив інформацію про переслідування циган у місті, пояснивши напади на них боротьбою самопроголошеної влади з обігом наркотиків у Слов'янську. 23 квітня повідомлялося про нові напади на циган; нападники пояснили свої дії наказами самопроголошеного мера.
Росія проводить політику зросійщення на окупованих нею територіях Донецької області — у школах викладають тільки російською мовою навіть у повністю українськомовних населених пунктах. Українські підручники опинилися під забороною, а охочі вчитися українською змушені робити це потай від окупаційної влади.

### Перешкоджання журналістській діяльності
Представники Донецької народної республіки помічені у перешкоджанні журналістській діяльності, нападах на окремих журналістів та на редакції засобів масової інформації.
2 червня 2017 року був викрадений журналіст Станіслав Асєєв. Через півтора місяця, 16 липня 2017 року бойовики повідомили, що блогер затриманий за звинуваченням у «шпигунстві». Репортери без кордонів, Human Rights Watch, Amnesty International та Організація з безпеки і співробітництва в Європі зажадали від бойовиків звільнення Асєєва. Він утримувався в полоні так званою поліцією ДНР до 29 грудня 2019 року.

### Мародерство
У Донецькій ОДА наголошують, що політичне протистояння в області сприяє погіршенню криміногенної ситуації. Повідомлення про збройні напади регулярно з'являються у ЗМІ, зокрема: у ніч з 26 на 27 травня 2014 представники так званої Донецької народної республіки скоїли розбійний напад на спортивно-концертний комплекс Донецька — Арену «Дружба», розграбували палац і влаштували в ньому пожежу.
22 травня озброєні автоматами терористи пограбували три банки в Маріуполі на суму порядку 50 тисяч гривень.
Повідомлялося також про збройні напади на крамницю в Харцизьку, пограбування управління хімзаводу в Горлівці, Музею «Великої Вітчизняної Війни» в Донецьку, пограбування автомобілів, що перевозив дитяче харчування, напади на приватні помешкання, пограбування директора супермаркету на суму півмільйона гривень тощо. 28 травня в Донецьку сепаратисти «ДНР» пограбували гіпермаркет METRO Cash & Carry, звідки вони винесли товару сумою в один мільйон євро — без урахування збитків від пошкодження інфраструктури, які можуть бути значно більшими. 3 липня терористи пограбували філію «Приватбанка» на суму 15 мільйонів гривень, що були призначені для соціальних виплат.

### Війна проти шахтарів
Окрему увагу терористи приділяють шахтам Донеччини, з яких систематично практикують викрадення вибухівки.
Так, 7 червня 720 кілограмів амоніту та 360 детонаторів було викрадено з підземного складу шахти ім. Скочинського.
21 червня бойовики ДНР увірвалися на територію ДТЕК Шахти «Комсомолець» і викрали звідти 13 КрАЗів для гірської породи, 5 автомобілів ГАЗ Газель і 4 легкових автомобілі.
26 червня терористи вкрали більше тонни вибухівки та 135 електричних детонаторів з шахт ім. Мельникова та «Привольнянська», і захопили в полон директора шахти.

### Терористичні акти проти мирного населення
У січні 2015 року було зафіксовано два випадки, коли випущений терористами снаряд влучав по мирних цілях, що призводило до загибелі великої кількості людей.
Так, 13 січня 2015 бойовиками терористичного угрупування «ДНР» було вчинено артилерійський обстріл рейсового автобуса «Златоустівка — Донецьк», що рухався автошляхом Н 20 та проходив паспортний контроль на пункті пропуску поблизу міста Волноваха. Внаслідок атаки загинуло 13 осіб, ще 18 було поранено.
22 січня 2015 бойовики терористичного угрупування «ДНР» здійснили мінометний обстріл зупинки громадського транспорту в мікрорайоні Боссе міста Донецьк, у результаті якого за різними даними загинуло від 7 до 13 осіб.
24 січня 2015 вранці бойовиками було обстріляно житлові квартали Маріуполя на лівому березі Кальміуса, у результаті чого загинуло 30 осіб, поранено близько 100.
10 лютого 2015 із РСЗВ «Смерч» були обстріляні військовий аеропорт і частина Краматорська. Згідно з висновками ОБСЄ, обстріл здійснено з південного або південно-східного напрямку. 12 цивільних загинуло, госпіталізовано близько 35 осіб.
За оцінками дослідницького центру START (Study of Terrorism and Responses to Terrorism) Мерілендськкого університету, «Донецька народна республіка» за підсумками 2014 року посіла 5-е місце серед терористичних організацій світу за кількістю атак, терактів і смертельних жертв.

## Гуманітарна катастрофа
З початку червня 2014 року ситуацію в ряді міст Донеччини характеризують як «гуманітарну катастрофу». 4 червня через пошкодження лінії електропередачі і, як наслідок, знеструмлення водопомпових станцій, без електропостачання і водопостачання залишився Слов'янськ, а 17 червня — також Краматорськ, Дружківка, Костянтинівка й Торецьк.
Гуманітарна катастрофа викликала потік біженців із району бойових дій. Так, станом на 16 червня 2014, за даними ООН налічувалося 34 тисячі біженців, за неофіційними даними — до 120 тисяч.
Один із лідерів «Народного ополчення Донбасу» Павло Губарєв заявив, що мости біля Донецька підривають «ополченці» і що знищення інфраструктури входить у їхню військову тактику:
|  | Мінування і підрив мостів входять в тактику ополчення народних республік. Без цього при нашій чисельності неможливо тримати оборону периметра мільйонного міста. |

## «Міжнародні відносини»
«Донецька» та «Луганська народні республіки» мають намір надалі об'єднатись в єдине державне утворення, а на поточний момент співпрацювати.
За повідомленням інтернет-сайту ДНР, самопроголошена республіка відкрила 3 представництва у Росії: Москві, Санкт-Петербурзі та Ростові-на-Дону, куди уродженці та жителі низки областей України можуть звернутися за отриманням паспорту громадянина ДНР.
12 травня Головний головнокомандувач Донецької народної республіки Ігор Гіркін заявив, що «всі бойовики українських неонацистських угруповань (т. зв. „Національна гвардія“, Правий Сектор, „батальйон Ляшка“ та ін.) підлягають затриманню, а у випадку збройного опору — знищуються на місці», всі представники силових відомств України незаконно перебувають на території ДНР, а також звернувся про військову допомогу до Росії. Разом з тим співголова уряду Донецької народної республіки Мирослав Руденко заперечив оголошення війни Україні.
Пізніше між Донецькою народною республікою та Ліберально-демократичною партією Росії було підписано угоду про співпрацю, за яким ЛДПР є оператором зі збору гуманітарної допомоги для ДНР у Росії.
21 лютого 2022 року «ДНР» було визнано Росією як «незалежна держава», 29 червня 2022 року було визнано Сирією, а 13 липня 2022 — Північною Кореєю (КНДР).

## Вплив Росії та українських олігархів
За даними української розвідки, перед закиданням в Україну диверсантів готують на військовій базі під Ростовом-на-Дону, Росія.
12 травня 2014 року на той час вже колишній «народний губернатор» Донецької області, Павло Губарєв, заявив, що дві третини активістів «Донецької народної республіки» знаходяться на утриманні Ріната Ахметова, але гроші брали всі.
Неодноразово українськими воєнними були збиті безпілотні літальні апарати виробництва Росії.
27 червня 2014 року українські військові в Артемівську Донецької області захопили танк, що належить Росії. Вранці озброєні люди напали на військову частину. Танк супротивника, який стріляв у будівлю частини, українським військовим вдалося заблокувати й захопити. Фахівці встановили, що танк Т-64БВ, згідно з його заводським номером, був випущений Харківським танковим заводом імені Малишева в жовтні 1987 року. Згідно з архівними даними, цей танк був відправлений до військової частини, яка знаходилася на території РСФСР. Українські військові також вилучили в бойовиків ручний вогнемет РПО-А «Джміль» російського виробництва з написом «Із Росії з любов'ю». За інформацією Міністерства оборони України, цю зброю також було привезено з Росії. Окрім цього, проти ночі 20 червня бійці Національної гвардії України в бою захопили БТР російського виробництва.
У листопаді 2014 р «Красуха-4» (комплекс радіоелектронної боротьби 1РЛ257) була розміщена в Донецьку російсько-терористичними військами біля одного з будинків ДонНТУ.
У грудні 2014 у представників терористичних угруповань на Донбасі були помічені снайперські гвинтівки КСВК / АСВК — Корд, котра була прийнята на озброєння у Росії тільки у 2013. 14 січня 2015 така гвинтівка була захоплена українськими військовими. Того ж місяця так звані збройні сили «ЛНР» провели навчання недалеко від лінії фронту, в яких брали участі машини БПМ-97 — КамАЗ-43269 Постріл / Дозор. Окрім машин Постріл під час роззброєння 10 січня 2015 силами, так званої «ЛНР», в Краснодоні (Луганська область), окремої бригади оперативного призначення МГБ ЛНР «Одеса», силами «правопорядку» було задіяно значну кількість бронетехніки, зокрема, — броньована машина ГАЗ-3937 «Водник» з колісною формулою 4х4.
14 січня 2015, за повідомленнями очевидців, через територію селища Новосвітлівка (Краснодонського району Луганської області) проїхала колона важкої техніки з РФ, до складу якої увійшли машини ГАЗ-2330 «Тигр», які пройшли в напрямку Луганська. РЛС «Аістьонок»(портативна станція розвідки вогневих позицій мінометів) була продемонстрована 15 січня 2015 представникам місії ОБСЄ в Донецьку.
Також неодноразово на Донбасі як сепаратистами, так і українськими військами були помічені танки Т-72Б3.

## Оцінки
Депутат Донецької обласної ради від Партії регіонів, Віталій Кропачев, зазначив, що Донецька народна республіка є спільнотою маргіналів, яку підтримує багато пенсіонерів, міліціонерів, робітників, які отримують гроші та соціальні пільги від України, яку ненавидять, а також багато безробітних. Також В. Кропачев виступив проти Донецької народної республіки, підтримав єдність та територіальну цілісність України.
Голова Донецької ОДА Сергій Тарута не визнав незалежності ДНР, зазначивши, що така держава не здатна прожити більше кількох тижнів.
В Інтернеті за ДНР закріпилися сатирична назва Донбабве, що активно поширюється в інтернет-мемах.
У заяві Партії регіонів з приводу заяви Павла Губарєва про утримання активістів ДНР Рінатом Ахметовим самого Губарєва названо самозванцем та аферистом, а «Донецькій народній республіці» дана наступна характеристика: «група бомжів з пляжу в Туапсе приводить свого ватажка в Краснодарську Думу і заявляє: „Ось ваш новий народний губернатор“».
Рінат Ахметов 19 травня закликав до проведення попереджувальних страйків по всьому регіону проти Донецької республіки. У своєму зверненні Р. Ахметов говорив:
|  | Я переконаний, що ДНР обманює людей. Вони обманюють народ Донбасу. Це - пройдисвіти, вони взяли в заручники весь Донбас і тероризують його. Хто вони? Що це за люди? Звідки узялися ці "генії"? Ким вони були вчора? Вони не створили жодного робочого місця. |

Генеральна прокуратура України 15 травня 2014 року кваліфікувала так звані «ДНР» та «ЛНР» як терористичні організації.
20 липня 2014 року Президент України Петро Порошенко закликав ООН визнати так звані «ДНР» і «ЛНР» терористичними організаціями. З аналогічним проханням він звернувся також до Конгресу США.
22 липня 2014 року Верховна Рада України у своїй заяві «Про трагічну загибель людей внаслідок терористичного акту над територією України» звернулася до міжнародних та європейських організацій, лідерів країн світу з пропозицією визнати самопроголошені організації ДНР і ЛНР терористичними.
12 серпня 2014 року українська діаспора в Португалії провела мітинг за підтримку визнання ДНР та ЛНР терористичними організаціями.

## Територія
Територія, контрольована силами ДНР, від початку не обіймала всю Донецьку область і протягом червня-серпня 2014 р. скорочувалася внаслідок успіхів антитерористичної операції. На середину серпня 2014 р. ДНР контролювала лише центральні та східні райони області й то частково. Військові сили сепаратистів були зосереджені у великих населених пунктах, як-то: Донецько-Макіївська агломерація, Горлівсько-Єнакіївська агломерація, Шахтарська агломерація, а також розташовувались у Старобєшівському та Амвросіївському районах. 27 липня урядові сили України зайняли місто Дебальцеве на схід від Горлівки та увійшли до Шахтарська й Тореза, чим майже повністю відокремили залишки території ДНР від підконтрольних сепаратистам районів Луганщини. У кінці серпня, під час тристоронньої зустрічі на вищому рівні у Мінську, сили ДНР за активного сприяння російських збройних сил розширили територію ДНР, захопивши райцентри Тельманове, Старобешеве, Амвросіївку та Новоазовськ. Імовірно, що вони мали на меті атакувати Маріуполь, але до цього не дійшло.
У лютому 2015, саме під час укладення другої мінської угоди, російсько-терористичні війська знову перейшли в наступ, цього разу біля Дебальцева. За кілька днів Дебальцеве було зайняте росіянами, і відтоді лінія фронту стабілізувалася. Станом на березень 2015 р., після відкритого втручання регулярних військ Російської Федерації, збройні сили ДНР та Росія контролювала близько третини території Донецької області в її центрі (найбільш густонаселеной частині області) та на південному сході. Із значних міст області поза впливом ДНР залишалися Маріуполь на півдні та Краматорсько-Слов'янська агломерація на півночі. Ватажки ДНР заявляють свої претензії на всю територію Донецької області в адміністративних межах, встановлених 3 червня 1938 р.

## Матеріали
- Роман Тиса. Естафета реґіонального сепаратизму: Катанґа, Біяфра, Донбас (2020) [Архівовано 28 червня 2020 у Wayback Machine.]
- Yuri Zoria, Who is who in the Kremlin proxy «Donetsk People's Republic» [Архівовано 7 листопада 2017 у Wayback Machine.], at Euromaidanpress, 31 October, 2017.(англ.)
- «Молитесь за существующую власть!», или Как выживают религиозные конфессии в «Л/ДНР» [Архівовано 26 квітня 2021 у Wayback Machine.]